# Loud ’n’ Proud
Loud ’n’ Proud (рус. Громкий и гордый) — четвёртый студийный альбом шотландской рок-группы Nazareth. Выпущен в ноябре 1973 года лейблом Mooncrest в Великобритании, A&M Records — в Северной Америке.

## Об альбоме
Диск отличается жёсткими хард-роковыми риффами, чётким машинизированным ритмом. Во многом это заслуга продюсера Роджера Гловера. Он делал звук, какой хотел бы слышать в Deep Purple.
Дэн Маккаферти: «Обложка сама голосит: „Вот он, назовский рок!“».

## Список композиций
Музыка и слова (кроме отмеченного) — Эгнью, Чарлтон, Маккаферти, Свит. 
1. «Go Down Fighting» — 3:07
2. «Not Faking It» — 4:01
3. «Turn On Your Receiver» — 3:19
4. «Teenage Nervous Breakdown» (Лоуэлл Джордж)[3] — 3:43
5. «Freewheeler» — 5:31
6. «This Flight Tonight» (Джони Митчелл) — 3:24
7. «Child in the Sun» — 4:51
8. «The Ballad of Hollis Brown» (Боб Дилан) — 9:11
9. «This Flight Tonight» (US version) (Джони Митчелл) — 3:24[4]
10. «Go Down Fighting» (US version) — 3:05[4]
11. «The Ballad of Hollis Brown» (edit version) (Боб Дилан) — 5:10[4]

## Участники записи
- Дэн Маккаферти — вокал
- Пит Эгнью — бас-гитара, вокал
- Мэнни Чарльтон — гитары, вокал
- Дэрел Свит — ударные, вокал
- Роджер Гловер — продюсирование, бас-гитара, перкуссия (5)
- Джефф Эмерик, Bob Harper, John Mills — инженеры звукозаписи
- Mike Brown, Robert M. Corich — ремастеринг